# Ludwik Horwitz
Ludwik Horwitz (ur. 1875 w Warszawie, zm. 1943 w Warszawie) – polski geolog pochodzenia żydowskiego, badacz obszarów alpejskich i karpackich, zwłaszcza Pienińskiego Pasa Skałkowego.

## Młodość
Ojciec Gustaw, absolwent Uniwersytetu w Wiedniu, doktor filozofii i teologii, matka z rodziny przedsiębiorcy, Izaaka Kleinmana. Dziadek, Lazar Horowitz (1804–1868), był znanym wiedeńskim rabinem.
Jeden z braci, Maksymilian (1877-1937), był współzałożycielem Komunistycznej Partii Robotniczej Polski (przemianowanej później na Komunistyczną Partię Polski). Był też członkiem Wszechzwiązkowej Komunistycznej Partii (bolszewików) i Kominternu.
Ludwik Horwitz uczył się w III Gimnazjum Filologicznym w Warszawie. Po maturze zapisał się na Wydział Przyrodniczy Uniwersytetu Warszawskiego, który ukończył w 1901 ze złotym medalem. Za pracę O glukozach otrzymał stopień kandydata nauk przyrodniczych.
Wyjechał następnie na studia chemiczno-fizyczne do Lipska. Pracował na tamtejszym Uniwersytecie u Wilhelma Ostwalda, którego pracę O podstawach naukowych chemii fizycznej jeszcze w czasach studenckich wraz z kolegą Władysławem Michalskim przełożył na język polski. Na Uniwersytecie w Lipsku otrzymał stopień chemika na podstawie pracy z chemii fizycznej. W 1904 zaczął uczęszczać na wykłady geografii u Friedricha Ratzla. Po jego śmierci wyjechał w 1905 na Sorbonę w Paryżu i został słuchaczem wykładów z geografii u Paula Vidal de la Blache’a, geologii u Alberta de Lapparent i Verlaina. Studia te kontynuował następnie w Wiedniu u Albrechta Pencka i Viktora Uhliga.
W 1906 powrócił do Warszawy. Wkrótce za udział w konspiracji został aresztowany i wydalony za granicę. W 1907 osiadł w Szwajcarii. Przebywał tam do końca pierwszej wojny światowej. Podjął studia na Uniwersytecie w Lozannie u prof. Maurice’a Lugeona, głównie geografii fizycznej. W 1911 uzyskał doktorat na podstawie pracy Contribution à l’étude des cônes de déjection dans la valée du Rhône (o stożkach nasypowych doliny Rodanu).

## Praca
Po ukończeniu studiów pozostał na Uniwersytecie w Lozannie, wspierany przez Kasę im. Józefa Mianowskiego. Wykonywał mapy geologiczne Alp Fryburskich w skali 1: 25 000. Badał przy tym stratygrafię i faunę utworów jurajskich. Został też współpracownikiem Szwajcarskiej Komisji Geologicznej. W wyniku tych prac przygotował 13 publikacji z geologii Szwajcarii.
Po zakończeniu wojny światowej powrócił do Warszawy. W 1919 zatrudnił się w Państwowym Instytucie Meteorologicznym, a w 1921 – w Państwowym Instytucie Geologicznym.
Ludwik Horwitz od początku (od 1919) pracował w Pieninach, w Pienińskim Pasie Skałkowym, który wyznacza granicę między Karpatami Zewnętrznymi a Karpatami Wewnętrznymi. Początkowo w badaniach towarzyszył mu Ferdynand Rabowski. Wkrótce jednak rozstali się w związku z różnicami w poglądach geologicznych na skomplikowaną tektonikę Pienin i Horwitz pracował w Pieninach sam. Jego zasługą było wyróżnienie w Pieninach cenomanu i mastrychtu oraz opracowanie fauny warstw posidoniowych.
Równolegle do pracy w Pieninach, Ludwik Horwitz w latach 1924–1938 wykonywał prace kartograficzne we fliszowych Karpatach Wschodnich na następujących arkuszach w skali 1: 100 000: Stary Sambor, Ustrzyki Dolne, Lesko, Dobromil, Przemyśl, Dynów i Rzeszów. Rozpoziomował wówczas warstwy krośnieńskie w centralnej depresji karpackiej.
W 1933, podczas wielkiego kryzysu, nastąpiła redukcja personelu Instytutu i Ludwik Horwitz przeszedł na emeryturę. Po przejściu na emeryturę w dalszym ciągu prowadził swoje prace jako współpracownik Instytutu.
W czasie drugiej wojny światowej okupacyjne władze niemieckie Państwowego Instytutu Geologicznego w Warszawie, zamienionego na placówkę podległą berlińskiej centrali Reichsamt für Bodenforschung (kierownik - Roland Brinkmann), kazały mu kontynuować pracę w Pieninach i zestawić rezultaty jego zdjęć ówczesnych i poprzednich na mapie.
Ludwik Horwitz pracował w tej placówce od 1940 do 1943, kiedy to został najprawdopodobniej zamordowany przez Gestapo ze względu na swoje pochodzenie żydowskie. 
Spuścizna naukowa Horwitza obejmuje 86 prac z geografii fizycznej i geologii. Znajdują się wśród nich liczne prace geologiczno-kartograficzne wraz ze studiami stratygraficznymi i paleontologicznymi z obszaru Pienin oraz Karpat Środkowych i Wschodnich. Horwitz podjął również próbę powiązania karpackich jednostek tektonicznych wschodnich z zachodnimi.

## Wybrane publikacje
- Horwitz L., 1911, Contribution à l’étude des cônes de déjection dans la valée du Rhône, Bull. Soc. Vaudoise des Sc. Natur., 47: 173.
- Horwitz L. & Rabowski F., 1930, Przewodnik do wycieczki Polskiego Towarzystwa Geologicznego w Pieniny, Roczn. PTGeol, 6: 109-155.
- Horwitz L., 1935a, Nowy przekrój schematyczny przez Pieniński Pas Skałkowy, Spraw. PIG, 8 (3): 79-105, Warszawa.
- Horwitz L., 1935b, Próba powiązania wschodnich karpackich jednostek tektonicznych z zachodnimi, Pos. Nauk. PIG, 42: 30-38, Warszawa.
- Horwitz L., 1936, Geologia Centralnej Depresji Karpackiej na Pn od Lutowisk, Rocz. Pol. Tow. Geol., 12: 335-343.
- Horwitz L., 1937a, W sprawie wieku łupków menilitowych, Spraw. PIG, 8(4): 15-42, Warszawa.
- Horwitz L., 1937b, Fauna i wiek warstw posidoniowych w Pienińskim Pasie Skałkowym, A. część ogólna, Spraw. PIG, 8(4): 69-97, Warszawa.
- Horwitz L., 1937c, Fauna i wiek warstw posidoniowych w Pienińskim Pasie Skałkowym, B. część szczegółowa, Spraw. PIG, 9(1): 165-219, Warszawa.
- Horwitz L., 1938, Studia nad stratygrafią osłony skałek pienińskich, Cz. I, Spraw. PIG, 9(2): 177-192, Warszawa.
- Horwitz L., 1963, Budowa geologiczna Pienin, Prace IG, 38 (wyd. pośmiertne), 15-152, Warszawa.